# La Morte (tarocchi)

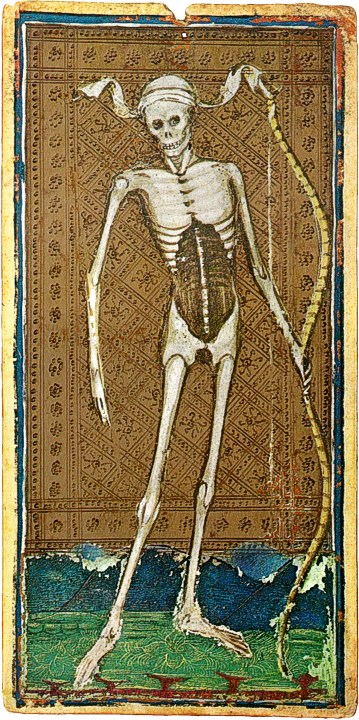
La morte nel mazzo Visconti-Sforza.

La Morte è la tredicesima carte degli arcani maggiori dei tarocchi; è conosciuta anche come l'Arcano senza nome in quanto nei tarocchi marsigliesi è l'unica carta degli arcani maggiori ad essere contrassegnata solamente dal numero.
Nel gioco di carte è di valore immediatamente superiore all'Appeso e di valore immediatamente inferiore alla Temperanza.
Nella cartomanzia rappresenta la trasformazione oppure il termine.
In alcuni mazzi questa carta non è presente, sostituita con la Filosofia.

## Rappresentazione
Nei mazzi tradizionali è rappresentata come uno scheletro armato di falce, come nell'iconografia comune. Nei mazzi Visconti-Sforza anziché una falce impugna un arco.
Spesso lo scheletro è avvolto in un mantello e falcia teste e membra umane tra germogli di piante. Nei tarocchi marsigliesi non veniva riportato il nome sulla lamina ma solo il numero 13, per paura che, nominandola, la morte potesse giungere inaspettata; al timore attorno a questa carta è collegato uno dei tanti atteggiamenti superstiziosi che si collegano al numero 13. In alcuni mazzi la didascalia della carta c'è ma compare come IL TREDICI, sempre per allontanarsi dal tabù della morte.
Nei tarocchi Rider-Waite è rappresentata come uno scheletro vestito con un'armatura nera su un cavallo bianco, che regge uno stendardo che raffigura una rosa a cinque petali. Al passaggio del cavaliere, un re è già caduto, alcuni fanciulli sono in agonia e un vescovo è ancora in piedi ma in procinto di cadere. Sullo sfondo il sole sta tramontando o sorgendo tra due torri.
In altri mazzi è raffigurata come Anubi, il dio egizio dei morti.

## Simbolismi
Lo scheletro è il simbolo della morte.
Il significato originale di questa carta è un memento mori, un invito a riflettere sulla fragilità della vita e a occuparsi delle cose spirituali, la dimensione effimera della materia contro quella invincibile dello spirito, che dopo ogni morte ritorna alla vita. La carta rappresenta un passaggio iniziatico, le 22 carte dei Tarocchi simboleggiano infatti il cammino dell'iniziato, e questa carta, che si trova a metà, è il punto esatto in cui l'allievo è pronto, la prova trasformatrice avviene, dunque muore l'uomo per lasciare spazio al mago. La morte come simbolo del rito, delle paure superate e della Grande Prova che fin dalle più antiche tradizioni segna il passaggio dal ragazzo all'uomo.
Come simbolo esoterico, la morte va intesa come rinnovamento, trasformazione, momento necessario di cambiamento in cui chiudere con il passato e guardare al futuro; l'erba del prato infatti è normalmente rappresentata con un colore verde acceso per suggerire la vitalità insita nella carta, in altre versioni lo scheletro è di un rosa che ricorda quello della pelle umana, ancora una volta simbolo di vita, come si può intendere anche dalla posa attiva dello scheletro. Tutti i dettagli dell'aspetto della carta riprendono questo concetto: la falce simboleggia il momento del raccolto e quindi per le messi è la fine di una fase e l'inizio di un nuovo significato.
La falce, ad esempio è simbolo del raccolto, quindi della distruzione (il taglio delle piante, che equivale a un'uccisione) per la ricreazione (la semina nella stagione successiva.); inoltre questa è impugnata dallo scheletro in modo da formare con le braccia e la falce la forma della lettera mem dell'alfabeto ebraico.
Le spoglie umane si rifanno alla mitologia egizia, secondo la quale il dio Seth uccise Osiride e fece il suo corpo in 13 pezzi, che furono poi ricomposti dalla dea Iside. Ancora una volta troviamo il significato del ritorno, della resurrezione e della morte apparente; sconfitta da Iside che è capace di ridar forma alle spoglie, letteralmente, di attuare un cambiamento e di affrontare il dolore. In questo modo Iside compie una rivoluzione, avventurandosi nell'ignoto che proprio come il nero del terreno della carta sta a significare ciò che è sconosciuto e temibile, ma che si mostra come l'unica via percorribile per poi dare vita (di nuovo) a qualcosa di straordinario. Da notare tra l'altro che tutte le parti umane che la falce ha lasciato a terra (viso, mano e piede) non sembrano aver perso vitalità, sono ancora colorate ed espressive, disegnate come se da un momento all'altro potessero muoversi. Come a ricordare che nulla muore per davvero, ma tutto si trasforma e ritorna, in una continua evoluzione di spirito e materia.

## Significato
Il tredicesimo arcano è il simbolo della trasformazione, della rinascita, della liberazione e rappresenta la fine di un ciclo. Tutto cambia e si evolve. Il suggerimento è di cavalcare il tempo. Indica la fine di una determinata situazione, presupponendo una rinascita, ovvero l'inizio di una fase successiva più evoluta, matura o semplicemente radicalmente diversa.
Come tutti gli Arcani dei tarocchi il simbolismo della carta cambia in base alla sua posizione nel gioco e in special modo nel suo verso, quindi se appare dritta al rovescio. In questo caso la carta non è ambivalente, essendo positiva se dritta e negativa se al rovescio. Si tratta tuttavia di un Arcano molto incisivo poiché dal denso significato ed in grado di influenzare le carte vicine. Sia dritta che al rovescio, è una carta molto veloce, che può manifestarsi anche a poche settimane dal consulto.

### Carta dritta
Se in posizione favorevole, indica rinnovamento e avverte di usare prudenza nell'affrontare i cambiamenti. L'arcano della trasformazione per eccellenza, una di quelle inevitabile ma che portano con loro la capacità di cambiare una vita, di stravolgerne la traiettoria, e dunque una vera e propria risurrezione. Anche se di primo acchito sembrerebbe foriera di un brutto presagio la Morte è in realtà una carta estremamente positiva per il consultante, che porta con sé un futuro fatto di promesse. Ultra terrena e intransigente, ciò che doveva accadere è accaduto, e ciò che rimane è tutto ciò che deve ancora venire, e la possibilità di costruirlo al meglio.
Il necessario abbandono del passato, sebbene quasi mai indolore, ma anzi terrificante e scoraggiante agli occhi del consultante, ma una rottura imprescindibile per andare avanti nella via, e il consultante può stare tranquillo perché quando la morte appare il fondo è già stato toccato, e non resta altro che risalire. prende quindi i significati di liberazione, nuova creazione di sé stessi e del mondo che ci circonda, risveglio interiore. La morte ci spinge spesso a tagliare ciò che non è necessario, ciò che è tossico e quindi ci ostacola. Si prova sempre del dolore, ma questo sarà seguito da un'immensa riscoperta: nuove idee, nuovi progetti, un nuovo amore, una nuova vita; il cambiamento in toto. La rinascita dopo una crisi fa spesso paura e sembra impossibile, ma questo Arcano promette che sia rosea, e ricorda che ogni sconfitta in fondo non è altro che una lezione. Segnala accettazione di un passaggio inevitabile e libertà di nuovo apprezzata, un nuovo spirito con cui abbracciare il nuovo, e quindi assicura una risalita anche dal pozzo più buio.
In particolari situazioni di gioco l'Arcano può voler dire un lutto in famiglia da cui si trae un giovamento, un'eredità.
In amore il significato non può che essere un cambiamento drastico e impetuoso ma che non può essere rimandato, un grande dissidio che può generare un chiarimento e la ricerca di un nuovo equilibrio, oppure una separazione che farà bene al consultante da molti punti di vista anche se porterà con sé molto dolore. Spesso si riferisce a una separazione temporanea che però sarà motivo di ricongiungimento ed evoluzione del rapporto.
Sul lavoro invece la Morte è un cambiamento forte, di mansione, di luogo (un trasferimento magari imposto da altri) e addirittura un licenziamento o il cambio di impiego. Raramente è una decisione presa dal consultante, molto più spesso sono le situazioni a richiederla, i contesti, le persone intorno a lui. Spesso però l'Arcano fa riferimento a un progetto che viene portato a termine ma che richiede il superamento di ostacoli molto forti, impegno e sacrifici. In ogni caso, anche se nulla di tutto ciò è desiderato, si rivelerà benefico.
Quando indica un soggetto, si riferisce a qualcuno che è stato in grado di rifarsi una vita dopo periodi molto bui.

### Carta rovesciata
Al rovescio il Tarocco della morte è meno intenso rispetto alla carta dritta, la sua forza è smorzata ma non meno incisivo. Il significato del cambiamento si capovolge nell'incapacità di attuarlo, nel rifiuto dello stesso e nell'immobilismo di una situazione che non si vuole affrontare per colpa di paure e blocchi emotivi. Il consultante sceglie (poiché potrebbe fare altrimenti ma non ne trova la forza) di sguazzare nel pozzo invece che risalirne. Ne consegue vittimismo e inettitudine che alla lunga non gioveranno. Se non si agisce subito, se non ci si arma di coraggio e se non si fronteggia la morte necessaria alla rinascita, la distruzione necessaria alla ricostruzione, il consultante sperimenterà disperazione, malinconia, angoscia, senso di impotenza; e nel concreto: ostacoli, progetti che si traducono in incessanti sconfitte. C'è ancora un modo per invertire la rotta, ma sarà doloroso e necessiterà che il consultante sconvolga la sua esistenza e affronti di petto le sue paure.
Anche nel caso più leggero, vi è un piano che va rivisto, una strategia che va modificata, un cambiamento da attuare prima che sia troppo tardi, prima di finire nell'immobilismo. Talvolta la situazione poco dipende dall'agire del consultante, ma è imposta dall'esterno, anche allora però va trovata la forza di adattarsi, senza mai essere passivi di fronte a ciò che il destino ci pone davanti. La morte può simboleggiare incapacità di adattarsi, masochismo, autolesionismo, pessimismo, scarsa autostima, carenza di autostima e di risorse. Molto spesso questo Arcano è legato a significati che hanno a che fare con l'inconscio e la psicoanalisi: paura corrosiva, ossessioni, incapacità di agire da soli, paranoia distruttiva e scarso rispetto di sé; tanto che quando l'Arcano al contrario simboleggia una persona si fa spesso riferimento a una figura instabile, un assassino, un maniaco, una persona depressa o malata di mente. Talvolta simboleggia il suicidio, come unica soluzione per fuoriuscire dal pozzo che il consultante si è via via scavato.
In sintesi: Morte, malattia, suicidio, disonore, aggravamento della situazione attuale, delusione.
In amore la Morte al contrario simboleggia la rottura di un rapporto, anche di amicizia o familiare, che avviene in maniera improvvisa e dal quale non si torna indietro. Non ci saranno riconciliazioni, dunque, e qualora ci fossero non saranno benefiche e si rischia di ripetere un loop. Anche sul lavoro la carta ci parla di una fine, magari che avviene in malo modo, oppure un successo che svanisce. A volte simboleggia una situazione vantaggiosa, il cui prezzo da pagare però è troppo elevato. Nei casi più lievi si tratta di un cambio di rotta.

## Corrispondenze
- Ha corrispondenze astrologiche col pianeta Saturno, con l'elemento Acqua e col segno zodiacale dello Scorpione.
- Ha corrispondenze cabalistiche con la lettera ebraica Mem; nell'Albero della vita corrisponde al ventiquattresimo sentiero, dall'equilibrio alla vittoria.